# Primer Salón de Otoño Alemán

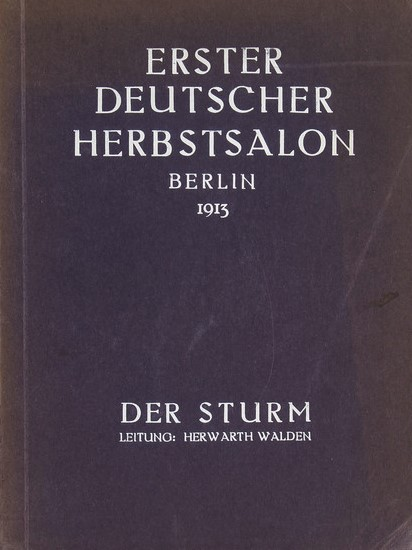
Portada del catálogo de la exposición.

El Primer Salón de Otoño Alemán (en alemán, Erster Deutscher Herbstsalon) fue una exposición de arte, organizada en Berlín en 1913 por el polifacético artista y escritor Herwarth Walden.

## La exposición
Tuvo lugar en Berlín, inaugurándose el 20 de septiembre de 1913, en una sala de exposiciones alquilada en un tercer piso de la Potsdamer Straße— la misma calle donde Herwarth Walden tenía su galería de arte “Sturm-Galerie”—. El espacio consistía en 1200 metros cuadrados.  Se mantuvo hasta el 1 de diciembre de 1913.
La financiación corrió a cargo del industrial y coleccionista Bernhard Koehler, quien aportó 4.000 marcos sin los cuales la exposición no habría tenido lugar. Junto a Herwarth Walden, participaron activamente en la organización los pintores August Macke y Franz Marc.
Una gran parte de las obras expuestas procedían del grupo Der Blaue Reiter (El Jinete Azul).

## Precedentes
Su nombre lo toma del Salón de Otoño (Salon d'Automne), que se celebra en Francia desde 1903, iniciado para dar a conocer el trabajo de jóvenes artistas y promocionar el Impresionismo y sus derivaciones artísticas.
Precedentes del Primer Salón de Otoño Alemán fueron exposiciones de distintos grupos expresionistas, como la organizada en Dresde en 1906 por los componentes de Die Brücke, las de los años 1911 y 1912 en Múnich por Der Blaue Reiter, que hasta 1914 rotaron por otras ciudades, incluso fuera de Alemania, o la apertura en 1912 de la galería de Herwarth Walden en el número 134 de la Potsdamer Straße (Sturm-Galerie), con cuadros de Der Blaue Reiter y del futurismo italiano. También la exposición de la Sonderbund de Colonia de 1912, e incluso, al otro lado del Atlántico, el Armory Show de Nueva York en la primavera de 1913, quisieron romper con el academicismo y dar a conocer al gran público las nuevas vanguardias, aunque se centraron mayormente en obras impresionistas, posimpresionistas, cubistas y fovistas, y no tanto en el expresionismo que empezaba a eclosionar en Alemania. 

## Artistas y tendencias

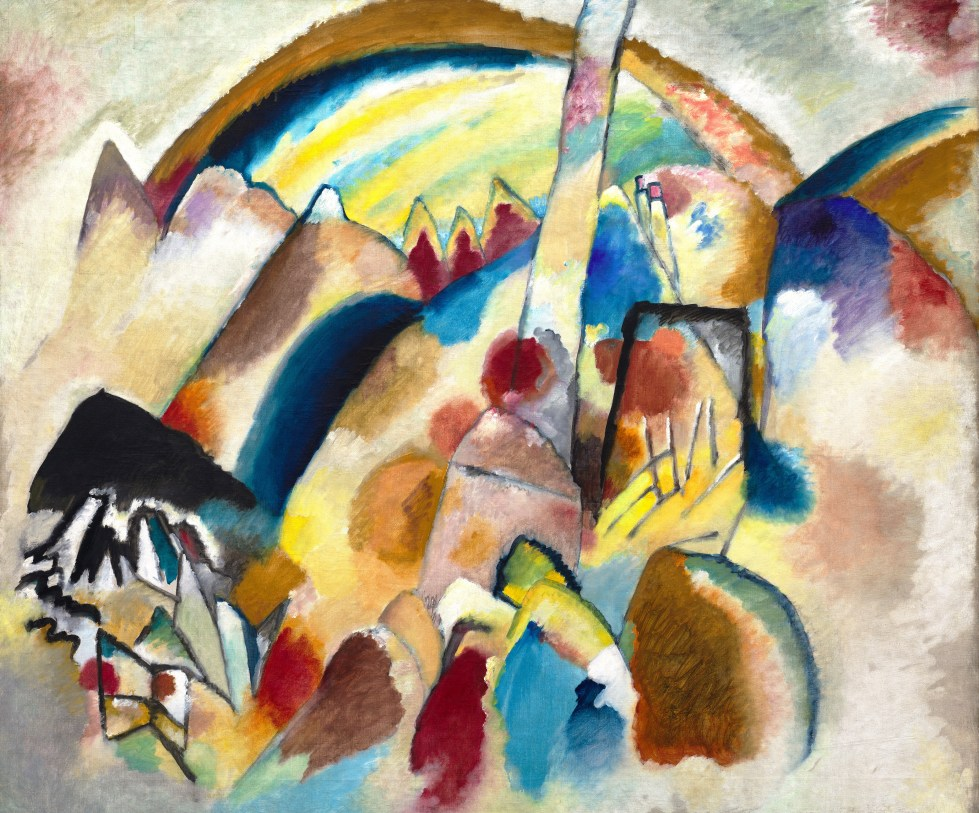
Wassily Kandisnky, Landschaft mit roten Flecken (Paisaje con manchas rojas), 1913. Obra número 184 del catálogo de la exposición. Actualmente en la Colección Peggy Guggenheim, Venecia (Italia).

Se reunieron obras de la vanguardia internacional, de artistas de América, Alemania, Holanda, Austria, Francia, Italia, Rusia y Suiza. Walden quería brindar una visión general del arte de todo el mundo.
El Futurismo italiano estuvo abundantemente representado, con catorce obras de los futuristas Giacomo Balla, Umberto Boccioni, Carlo Carrà, Luigi Russolo, Gino Severini y  Ardengo Soffici.
Del Cubismo, destaca Fernand Léger, con quince obras. 
Del grupo expresionista Der Blaue Reiter, August Macke y Franz Marc —que contribuyeron a organizar la muestra—, aportan ocho y siete obras, respectivamente. Paul Klee presentó veintidós obras entre acuarelas y dibujos; Wassily Kandinsky, siete obras; Marianne von Werefkin, tres; Alexej von Jawlensky, cuatro; Alfred Kubin, diecinueve; Gabriele Münter, seis; y Heinrich Campendonk, cinco obras.
Lyonel Feininger, expresionista germano-americano, representante del movimiento de la Secesión de Berlín, aporta cuatro obras.
Robert Delaunay, representante del Orfismo, aporta veintiuna obras a la exposición; su esposa Sonia, veintiseite.
Otros grandes nombres del arte que participaron en la muestra fueron Hans Arp, Max Ernst, Marc Chagall, Francis Picabia, Oskar Kokoschka o Piet Mondrian.
Marc y Kandisky, además, aportaron pinturas de origen ruso, japonés, chino, turco e indio, para contribuir a la universalidad de la muestra.
Una parte de la exposición la componen 21 cuadros y un dibujo a pluma de Henri Rousseau, maestro del arte naíf, a modo de homenaje al pintor fallecido en 1910.
Ni Emil Nolde, ni Ernst Ludwig Kirchner, ni Max Pechstein, ni ningún otro componente de Die Brücke estuvo presente en la muestra.

## Influencia

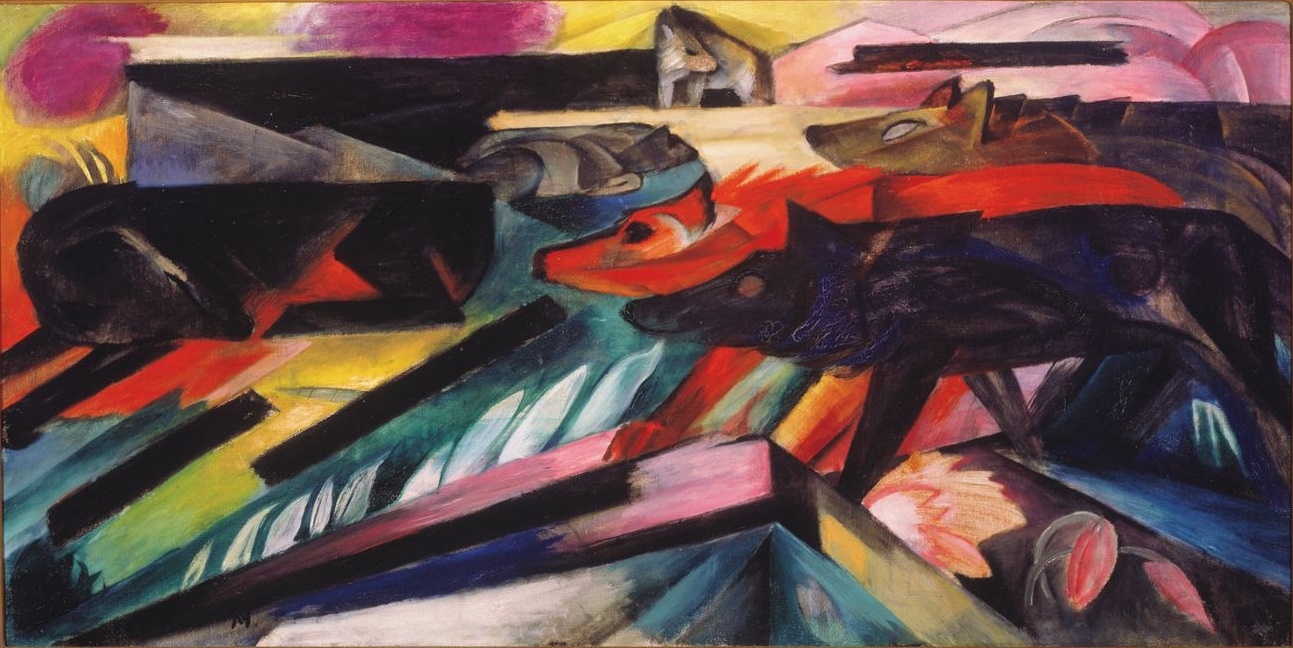
Franz Marc, Die Wölfe (Balkankrieg) [Los lobos (Guerra balcánica)], 1913. Obra número 275 del catálogo de la exposición. Actualmente en el Museo Albright-Knox, en Búfalo (Estados Unidos).

La exposición supuso una promoción importante para el grupo Der Blaue Reiter, y contribuyó a la difusión y conocimiento posterior del Expresionismo y las vanguardias artísticas en general.
No obstante, se produjeron numerosas y feroces críticas desde ambientes intelectuales, académicos, políticos y periodísticos del momento, demasiado conservadores en general para comprender la trascendencia del arte que se incluía en la muestra y que más tarde sería referencia para generaciones venideras.
El importante papel que tuvo Franz Marc en la organización de la muestra le acercó a la actualidad. Así, ciertas obras que presentó, sin perder el protagonismo recurrente de animales y naturaleza, reflejaron la tensión bélica europea del momento. Es el caso de Los lobos (Guerra balcánica), donde el avance de las fieras por el campo refleja la tensión de la Guerra de los Balcanes, que tras el Tratado de Londres había vuelto a resurgir en mayo de 1913.
Lamentablemente, tanto el fracaso económico de la muestra como la Primera Guerra Mundial cortaron las aspiraciones de continuar el Salón de Otoño Alemán en sucesivas ediciones, por lo que el Primer Salón fue el último que se organizó.
Posteriormente, el nazismo degradó las nuevas vanguardias artísticas representadas en la muestra a la condición de Arte Degenerado (Entartete Kunst). Muchos de los artistas que participaron fueron sancionados por el nazismo, o sometidos a prohibiciones de enseñar, vender, exhibir e incluso crear nuevas obras. Se destruyeron numerosas obras de arte.
La exposición se considera una de las grandes muestras del siglo XX, de enorme trascendencia para marcar el camino que el arte seguiría en el futuro.